# Морли, Ванесса
Ване́сса Мо́рли (англ. Vanessa Morley; 9 августа 1986 года, Ванкувер, Британская Колумбия, Канада) — канадская актриса. В период своей кинокарьеры в 1993—2008 года Ванесса сыграла в 24-х фильмах и телесериалах, в конце карьеры занималась озвучиванием. Морли наиболее известна ролью Саманты Малдер в детстве из телесериала «Секретные материалы» (1994—1997).
У Ванессы есть старшая сестра — Наташа Морли (род. 1982), также бывшая актриса.

## Избранная фильмография
| Год       |    | Русское название      | Оригинальное название                     | Роль                         |
| --------- | -- | --------------------- | ----------------------------------------- | ---------------------------- |
| 1993      | ф  | Уж кто бы говорил 3   | Look Who's Talking Now                    | ребёнок на школьном дворе    |
| 1994—1997 | с  | Секретные материалы   | The X-Files                               | Саманта Малдер в детстве     |
| 1995      | с  | За гранью возможного  | The Outer Limits                          | Миранда                      |
| 1996      | с  | Полтергейст: Наследие | Poltergeist: The Legacy                   | Эбигейл Браунинг             |
| 1998      | мф | Оленёнок Рудольф      | Rudolph the Red-Nosed Reindeer: The Movie | Зоуи в детстве (озвучивание) |
| 2002      | ф  | Пиф-паф, ты — мёртв   | Bang Bang You're Dead                     | девочка                      |